# Eberhard Otto (Unternehmer)
Eberhard Otto (* 14. Juni 1948 in Neu-Lübstorf; † 7. September 2023) war ein deutscher Unternehmer und Politiker (FDP). Er gehörte von 2002 bis 2005 dem Deutschen Bundestag an.

## Leben
Nach dem Abschluss der Polytechnischen Oberschule absolvierte Eberhard Otto eine Ausbildung als Bootsmann. Von 1967 bis 1970 diente er in der Volksmarine der NVA. Danach arbeitete er als Küstenschiffer.
Im Jahr 1991 gründete er seine erste Unternehmung in Crivitz. Ab 1995 war der Immobilienunternehmer Geschäftsführer der Wohnland Otto & Zapf in Crivitz.
Bei der Bundestagswahl 2002 erreichte er über die Landesliste Mecklenburg-Vorpommern das Bundestagsmandat für die FDP.
Eberhart Otto starb am 7. September 2023.